# Copa del Mundo de Biatlón 2016-17 - Östersund
La Copa del Mundo de Biatlón 2016-17 de Östersund, Suecia es el primer evento de la temporada de esta competición anual de biatlón. Se llevó a cabo entre el 27 de noviembre y el 4 de diciembre de 2016. 

## Horario de los eventos
| Día             | Hora      | Evento                             |
| --------------- | --------- | ---------------------------------- |
| 27 de noviembre | 15:30 UTC | Relevo mixto 2 x 6 km + 2 x 7.5 km |
| 27 de noviembre | 18:10 UTC | Relevo mixto individual            |
| 30 de noviembre | 18:00 UTC | 15 km individual femenino          |
| 1 de diciembre  | 18:00 UTC | 20 km individual masculino         |
| 3 de diciembre  | 11:45 UTC | 7,5km velocidad femenino           |
| 3 de diciembre  | 14:45 UTC | 10 km velocidad masculino          |
| 4 de diciembre  | 11:15 UTC | 10 km persecución femenino         |
| 4 de diciembre  | 13:20 UTC | 12,5 km persecución masculino      |

## Resultados

### Masculino
| Evento              | Oro                             | Plata                                    | Bronce                                    |
| ------------------- | ------------------------------- | ---------------------------------------- | ----------------------------------------- |
| 20 km individual    | Martin Fourcade Francia 51:33,8 | Johannes Thingnes Bø · Noruega · 52:03,3 | Vladimir Chepelin · Bielorrusia · 52:51,8 |
| 10 km velocidad     | Martin Fourcade Francia 23:31,9 | Fredrik Lindström · Suecia · 24:13,4     | Arnd Peiffer · Alemania · 24:15,5         |
| 12,5 km persecución | Anton Babikov · Rusia · 31:22,3 | Maxim Tsvetkov · Rusia · 31:32,8         | Martin Fourcade Francia 31:37,5           |

### Femenino
| Evento            | Oro                                            | Plata                                  | Bronce                                         |
| ----------------- | ---------------------------------------------- | -------------------------------------- | ---------------------------------------------- |
| 15 km individual  | Laura Dahlmeier · Alemania · 46:14,0           | Anais Bescond Francia 46:29,8          | Darya Yurkevich · Bielorrusia · 47:31,1        |
| 7,5 km velocidad  | Marie Dorin Habert Francia 20:09,7             | Kaisa Mäkäräinen · Finlandia · 20:21,1 | Gabriela Koukalová · República Checa · 20:29,6 |
| 10 km persecución | Gabriela Koukalová · República Checa · 31:43,3 | Laura Dahlmeier · Alemania · 31:51,7   | Dorothea Wierer · Italia · 31:37,5             |

### Mixto
| Evento                             | Oro | Plata                                                                                        | Bronce                                                                                |
| ---------------------------------- | --- | -------------------------------------------------------------------------------------------- | ------------------------------------------------------------------------------------- |
| Relevo mixto individual            | Francia 35:43,5 Marie Dorin-Habert Martin Fourcade                                                     | Austria · 35:59,5 · Lisa Theresa Hauser · Simon Eder                                         | Alemania · 36:08,7 · Franziska Preuß · Erik Lesser                                    |
| Relevo mixto 2 x 6 km + 2 x 7.5 km | Noruega · 1:10:57,1 · Marte Olsbu · Fanny Horn Birkeland · Ole Einar Bjorndalen · Johannes Thingnes Bø | Alemania · 1:11:30,8 · Franziska Hildebrand · Laura Dahlmeier · Benedikt Doll · Arnd Peiffer | Italia · 1:11:41,3 · Lisa Vittozzi · Dorothea Wierer · Lukas Hofer · Dominik Windisch |